# Кутиеста костенурка на Бел
Кутиестите костенурки на Бел (Kinixys belliana), наричани също шарнирни костенурка на Бел и гладки киникси, са вид влечуги от семейство Сухоземни костенурки (Testudinidae).
Разпространени са в саваните на Субсахарска Африка. Достигат 22 сантиметра дължина и са светлокафяви на цвят. Подобно на другите представители на род Kinixys, задната част на черупката им може да се сгъва надолу, защитавайки задните крака. Хранят се с разнообразна растителна храна, както и с различни насекоми и други безгръбначни.